# حج القحف اليقظ
حج القحف اليقظ (بالإنجليزية: awake craniotomy)‏ هو أحد أساليب عملية حج القحف والتي يتم فيها رفع جزء من الجمجمة بشكل مؤقت للوصول للمخ، يتميز هذا الأسلوب بالحفاظ على المريض واعياً كلياً أو جزئياً أثناء فترة إجراء العملية بما يمكن من تلافي حدوث تلف بالدماغ أو المراكز الحيوية.

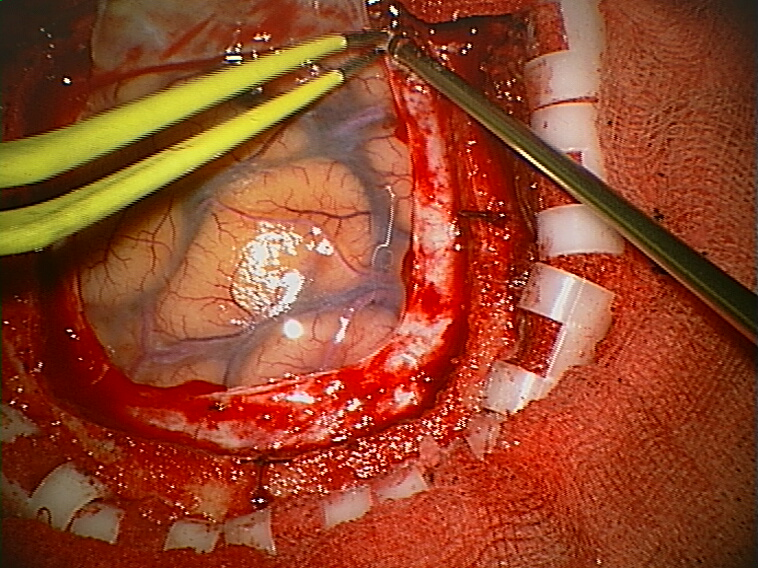
جانب من عملية حج القحف

## دواعي الاجراء
تكمن ميزة هذا الأسلوب الرئيسية في إمكانية تحديد مراكز الحركة في القشرة المخية أثناء إجراء العملية لتجنب حدوث ضرر بها أو ازالتها عرضياً عن طريق التعاون مع المريض أو استحثاث الحركة عن طريق المراكز المخية وهو مالا يمكن القيام به تحت التخدير العام، يمكن استخدام هذا الأسلوب في أغلب عمليات ازالة الأورام الدماغية وبشكل خاص السطحي منها، كما يمكن استخدامه في ازالة مراكز الصرع بكفاءة.

## المميزات
تقل فرص حدوث تلف بالأغشية الدماغية باستخدام هذا الأسلوب، بالإضافة إلى تقليل مدة مكث المريض بالمستشفى والتكلفة الصحية الإجمالية.

## العيوب
- لا يمكن استخدام هذا الأسلوب دون تعاون المريض مع الجراح أثناء إجراء العملية.
- قد تمتد العمليات إلى مدة طويلة لا يقدر المريض على تحملها مستيقظاً.
- تعد التشنجات من المضاعفات الأكثر حدوثاً أثناء العملية.
- تشمل مضاعفات العملية الإحساس بالغثيان أو حدوث تقيؤ، اضطرابات الدورة الدموية (ارتفاع أو انخفاض ضغط الدم، بطء معدل ضربات القلب).
- صعوبة التعامل مع المشكلات الطارئة في المسلك التنفسي أثناء العملية.[3]

## الكيفية
قبل إجراء العملية يعطى المريض أدوية مهدئة أو مضادات للقلق، ثم يتم اعطاء المريض تخديراً كلياً في البداية مع تركيب قناع حنجري، يوضع المريض في الوضع المناسب لإجراء العملية طبقاً للسبب الداعي لها، ثم يقوم طبيب التخدير باستخدام مخدر موضعي مثل الليدوكائين لتخدير الجلد وعظام الرأس والعنق. تبدأ عملية حج القحف بازالة جزء الجمجمة المقابل للورم والقيام بقطع السحايا المحيطة بالمخ، قبل ازالة أي جزء من المخ يتم ايقاظ المريض ويقوم جراح الأعصاب بتحديد المراكز الحيوية بالقشرة المخية والتي لا ينبغي ازالتها عن طريق استخدام تنبيه كهربائي بسيط وملاحظة التغيرات الطارئة على المريض، في حالة حدوث حركة أو تغير في حالة المريض أو قدرته على التكلم كمثال يقوم الجراح بالابتعاد عن المركز الذي تم استنباهه بالمنبه الكهربي حيث أن ازالته يترتب عليها فقد لوظيفة المركز، كما يقوم طبيب التخدير والجراحون بالتحدث للمريض بشكل مستمر أثناء ازالة الأورام أو مراكز الصرع.